# Ivan Vandor
Ivan Vandor (Pécs, 13 ottobre 1932 – Giove, 15 novembre 2020) è stato un compositore ed etnomusicologo italiano.

## Biografia
Nato Ivan Weisz (il cognome fu cambiato dal padre nel 1935), giunse con la famiglia  a Roma, dall'Ungheria, nel 1938, anno in cui iniziò lo studio del violino;  a 8 anni intraprese quello del pianoforte e della composizione. Dai 16 ai 20 anni fu saxofonista di jazz; fu uno dei fondatori, negli anni Cinquanta, della Roman New Orleans Jazz Band. Riprese gli studi della composizione sotto la guida di Guido Turchi e si diplomò quindi nella classe di Goffredo Petrassi, con il quale si perfezionò anche all'Accademia nazionale di Santa Cecilia a Roma.
Nel 1961 ottenne il primo premio del Concorso Internazionale di Composizione della SIMC (Società Italiana di Musica Contemporanea); in seguito giunsero molti altri riconoscimenti. Fece parte dei gruppi di improvvisazione di Musica Elettronica Viva e del Gruppo di Improvvisazione Nuova Consonanza.
Fu autore di colonne sonore, tra cui  Se sei vivo spara, I giorni contati, Andremo in città e Seduto alla sua destra e consulente musicale per Professione: reporter.
Nel 1971 si laureò in etnomusicologia all'UCLA a Los Angeles. Compì studi sulla musica del Buddismo tibetano nelle regioni himalayane. Succedendo al suo fondatore, Alain Daniélou, diresse a Berlino Ovest l'International Institute for Comparative Music Studies fino al 1983, anno in cui si sarebbe dimesso dopo aver istituito a Venezia la Scuola Interculturale di Musica dell'Istituto Internazionale di Studi Musicali Comparati. Parallelamente intraprese l'attività di insegnante di Composizione, prima al Conservatorio di Musica di Bologna e poi al Conservatorio di Santa Cecilia di Roma.
Fu vice-presidente della Società Italiana di Etnomusicologia.

## Opere principali

### Composizioni da camera
- Quartetto per archi (1961)
- Canzone di addio per voce femminile, flauto, mandolino, due percussionisti e viola, su testo di Rihaku tradotto da Ezra Pound (1967)
- Secondo quartetto per archi (1984)
- Poèmes imaginaires per sette strumenti (1987)
- In memoriam Tadeusz Moll per flauto, clarinetto, corno, violino, viola e violoncello (2007)
- Im Kristallbecken per soprano, contralto e quartetto d'archi  (2009) con versi di Nelly Sachs
- Klavierquartett (2010), rev. (2011)
- Otto pezzi brevi per violoncello e pianoforte (2011), rev. (2015)
- Trio per archi (2013), rev. (2017)
- Violino e viola - Canone triplo (2015)

### Composizioni per orchestra, coro e orchestra, orchestra e solisti
- Canti sacri per coro e orchestra da camera  (1965)
- Esercizi in memoriam Ernesti Bernhard per 23 strumenti a fiato (1965)
- Dance Music per orchestra (1969)
- Cronache, su testi vari, per coro e orchestra  (1981)
- Cronache 2 - Passaggi, su testi vari, per soprano, contralto, tenore, basso, coro e orchestra  (1989)
- Concerto per violoncello e orchestra  (1990)
- Fantasie per pianoforte e orchestra  (1991)
- Offrande per orchestra (1993), rev. (2014)
- Offrande 2, su testi vari, per soprano, contralto, baritono, percussioni e orchestra  (1993)
- Silence Horizons Espaces per orchestra (2006), rev. (2017)

## Discografia
- Ivan Vandor, Epreuves d'artiste, in Enzo Porta violino, Annamaria Morini flauto, PAN CDC 3008
- Ivan Vandor, Never, in Gamelan Ensemble, PAN 3040
- Ivan Vandor, Poèmes imaginaires, Ex Novo Ensemble, PAN 3053
- Ivan Vandor; Linee d'orizzonte Contempoartensemble, Keiko Morikawa soprano, Yael Raanan-Vandor contralto, Mauro Ceccanti, direttore, VDM Records 038-015
- Ivan Vandor, Chamber Music, STR 37083

## Pubblicazioni principali
- "La notazione musicale strumentale del Buddismo tibetano", Rivista musicale Italiana, VII, 3-4, 1973
- "Traditions Musicales: La Musique du Bouddhisme tibétain", Paris, Buchet/Chastel, 1977
- "Sui compiti dell'etnomusicologia", in L'etnomusicologia in Italia: 1º Congresso degli Studi etnomusicologici, a c. di Diego Carpitella, Palermo, Flaccovio, 1975
- La musique dans la formation de l'Homme : Orient et Occident, in Le Cahiers des Rencontres Internationales de Genève, 1979
- Extra-Musical Elements as Determinants of the Performing Practice in Tibetan Ritual Music, in  Quarterly Journal, National Centre of the Performing  Arts, set. 1982

## Trasmissioni radiofoniche monografiche
- Buonincontri musicali: La musica italiana di oggi: Ivan Vandor,  a cura di Mario Bortolotto Rai Radio 3, 1992
- Compositori italiani del '900: Ivan Vandor, Radio 3 suite, 16 luglio 2006
- Ritratto di Ivan Vandor, Radio 3 suite, 26 febbraio 2010